# Colleen McCullough
Colleen Margaretta McCullough (ur. 1 czerwca 1937 w Wellington, zm. 29 stycznia 2015 w Norfolk) – australijska pisarka, autorka wielu głośnych książek, między innymi Ptaków ciernistych krzewów, Pieśni o Troi czy Pierwszego w Rzymie. 

## Twórczość

### Powieści
- Tim (1974)
- Ptaki ciernistych krzewów (The Thorn Birds) (1977)
- An Indecent Obsession (1981)
- Credo trzeciego tysiąclecia (A Creed for the Third Millennium) (1985)
- The Ladies of Missalonghi (1987)
- Pieśń o Troi (The Song of Troy) (1998)
- The Courage and the Will: The Life of Roden Cutler VC (1999)
- Bieg Morgana (Morgan's Run) (2000)
- Czas Miłości (The Touch) (2003)
- Angel Puss (2004)
- On, Off (2006)
- Słodko-gorzkie życie (Bittersweet) (2013)

### CyklMasters of Rome
- Pierwszy w Rzymie (The First Man in Rome) (1990)
- Wieniec z trawy (The Grass Crown) (1991)
- Wybrańcy Fortuny (Fortune's Favorites) (1993)
- Caesar's Women (1996)
- Caesar (1997)
- Cezar i Kleopatra (The October Horse) (2002)
- Antony and Cleopatra (2007)